# Johan Devos
Johan Devos (Gand, 2 maggio 1966) è un dirigente sportivo, ex ciclista su strada e pistard belga.

## Carriera
Ha partecipato al Tour de France del 1989, e si è aggiudicato la Gullegem Koerse nel 1990.  Attualmente lavora come direttore sportivo per il  .  Team Flanders-Baloise.  

## Palmarès

### Strada
- 1988

Circuito Mandel-Lys-Escaut
- 1989

Gran Premio del 1 maggio
- 1990

Gullegem Koerse
- 1991

Gran Premio Città di Saint Nicholas
- 1992

Gran Premio Raf Jonckheere
- 1993

Bruxelles-Igooigem

### Pista
- 1984

campionato nazionale juniores corsa a punti

## Piazzamenti

### Grandi Giri
- Tour de France

1989: 53º
- Vuelta a España

1990: ritirato

### Classiche monumento
- Milano-Sanremo

1988: ritirato
1991: ritirato